# Quarta dimensione

Proiezione 3D di un ipercubo quadridimensionale che ruota attorno ad un piano che biseca la figura.

Il termine quarta dimensione è generalmente riferito a un'estensione degli oggetti ulteriore rispetto alla lunghezza, alla larghezza e alla profondità, che implica la necessità di un'ulteriore coordinata, oltre a quelle spaziali, per individuare univocamente la posizione dei punti.
La quarta dimensione ammette come ogni altra dimensione una descrizione astratta nell'ambito della topologia, dove spazi con dimensioni superiori a tre discendono naturalmente dalla generalizzazione dei concetti geometrici elementari come retta, superficie e volume. In fisica, e in particolare nella teoria della relatività, la quarta dimensione è riferita al tempo, componente che costituisce lo spazio-tempo quadridimensionale unificato in cui occorrono ed esistono tutti gli eventi del nostro universo.
Dal punto di vista matematico, oltre alla quarta dimensione possono esserne aggiunte altre che possono avere caratteristiche anche completamente differenti rispetto a quelle della geometria euclidea. Dal punto di vista fisico, sono state proposte alcune teorie volte a meglio descrivere le interazioni fondamentali tra le particelle, che prevedono l'esistenza di ulteriori dimensioni oltre al tempo e alle tre spaziali. In questi ambiti il tempo può essere indicato come l'ultima dimensione possibile e il termine "quarta dimensione" può riferirsi semplicemente a una delle dimensioni spaziali aggiuntive. Esempi di modelli di questo tipo sono la teoria delle stringhe e le teorie di Kaluza-Klein.

## Storia
Lagrange scrisse nella sua opera Mécanique analytique (pubblicata nel 1788 e basata su un lavoro compiuto nel 1755) che la meccanica può essere vista come operante in uno spazio quadridimensionale: tre dimensioni spaziali e una temporale. Nel 1827 Möbius notò che l’esistenza di una quarta dimensione avrebbe permesso la trasformazione di un corpo tridimensionale nella sua immagine speculare attraverso una rotazione nella quarta dimensione; successivamente Ludwig Schläfli scoprì molti politopi in dimensioni superiori, ma il suo lavoro non fu pubblicato fino alla sua morte. Un numero maggiore di dimensioni fu presto ipotizzato in modo più rigoroso da Bernhard Riemann nella sua opera Über die Hypothesen welche der Geometrie zu Grunde liegen, nella quale considera un punto come avente una sequenza di coordinate (x1, ..., xn). La possibilità di una geometria in un numero di dimensioni maggiore di tre fu così stabilita.
Nel 1843 William Rowan Hamilton definì un’aritmetica in quattro dimensioni tramite l’utilizzo dei quaternioni.
Uno dei maggiori esponenti della quarta dimensione fu Charles Howard Hinton che, come prima opera su tale argomento, pubblicò nel 1880 il saggio What is the Fourth Dimension? sul giornale del Trinity College di Dublino. Inoltre egli coniò i termini tesseratto, anà (che in greco significa “verso l’alto”) e katà (che in greco significa “verso il basso”) nel libro A New Era of Thought.
Nel 1908 Hermann Minkowski presentò un saggio nel quale consolidò il ruolo del tempo come la quarta dimensione dello spaziotempo, la base delle teorie della relatività ristretta e generale di Einstein. Ma la geometria dello spaziotempo, essendo non-euclidea, è profondamente diversa da quella diffusa da Hinton.
Lo studio dello spazio creato da Minkowski necessitava di una nuova matematica, differente da quella dello spazio quadridimensionale euclideo.

## Geometria euclidea in uno spazio quadridimensionale
Ogni spazio che abbia dimensioni superiori a tre è chiamato iperspazio; come caso particolare, il tetraspazio indica uno spazio a quattro dimensioni. In uno spazio euclideo tridimensionale, i punti possono essere individuati da tre coordinate cartesiane {\displaystyle (x,y,z)} e insiemi di punti possono costituire rette, piani e volumi. Una retta {\displaystyle r} può essere ad esempio descritta come l'insieme di punti tali che giacciono sull'asse {\displaystyle x}, cioè tali che sia la loro coordinata {\displaystyle y} che quella {\displaystyle z} siano nulle. Un esempio di piano {\displaystyle S} può invece essere descritto come l'insieme di punti tali che la sola coordinata {\displaystyle z} sia nulla.
In uno spazio euclideo quadridimensionale, invece, i punti sono individuati da quattro coordinate cartesiane {\textstyle (x,y,z,t)}. La retta in uno spazio quadridimensionale diventa adesso l'insieme di punti tali che ad esempio non solo le coordinate {\displaystyle y} e {\displaystyle z} ma anche quella {\displaystyle t} è nulla. Il piano è descritto ad esempio dai punti che hanno sia la coordinata {\displaystyle z} che quella {\displaystyle t} nulla. Procedendo in questo modo, un iperpiano, generalizzazione del concetto di piano, è un insieme di dimensione {\displaystyle n-1} (con {\displaystyle n} dimensione dello spazio, in questo caso {\displaystyle n=4}) e può essere individuato ad esempio da un insieme di punti in cui la sola coordinata {\displaystyle t} è nulla.
Quantunque ciò sia ragionevolmente difficile se non addirittura impossibile da visualizzare, in uno spazio quadridimensionale passano infiniti spazi tridimensionali, esattamente come in uno spazio tridimensionale passano infiniti piani, e in un piano infinite rette. Inoltre, così come in uno spazio tridimensionale tre vettori sono linearmente dipendenti se e solo se appartengono allo stesso piano, in uno spazio quadridimensionale quattro vettori sono linearmente dipendenti se e solo se appartengono allo stesso spazio (tridimensionale). Inoltre, così come nello spazio tridimensionale un fascio di piani genera una e una sola retta, nello spazio quadridimensionale un fascio di spazi tridimensionali genera uno ed un solo piano.

## Esempi di oggetti in un tetraspazio

### Ipercubo
È il solido geometrico analogo di un cubo a tre dimensioni con una quarta aggiuntiva, in quanto i suoi lati (che convergono tutti ai suoi spigoli) hanno ugual misura e sono o paralleli o ortogonali tra di essi.

### Ipersfera
Un'ipersfera è la generalizzazione del concetto di sfera in più di tre dimensioni. Nello spazio euclideo quadridimensionale, un esempio di ipersfera è il luogo di punti la cui distanza dall'origine è {\displaystyle r}:
{\displaystyle S=\left\{(x,y,z,t)\in \mathbb {R} ^{4}:{\sqrt {x^{2}+y^{2}+z^{2}+t^{2}}}=r\right\}.}

## Arti figurative
La quarta dimensione è presente nel cubismo in cui alle tre dimensioni (larghezza, lunghezza e profondità) se ne aggiunge una quarta riguardante il tempo. L'oggetto viene visto simultaneamente da diversi punti di vista. Ci si rifà ai concetti della relatività e della fisica einsteiniana, nonché al pensiero di Henri Poincaré e di Henri Bergson.